# Paudex
Paudex ist eine politische Gemeinde im Distrikt Lavaux-Oron des Kantons Waadt in der Schweiz.

## Geographie

Luftbild (1960)

Paudex liegt auf 382 m ü. M., 3,5 km südöstlich der Kantonshauptstadt Lausanne (Luftlinie). Die Agglomerationsgemeinde von Lausanne erstreckt sich am nördlich an den Genfersee anschliessenden Hang, östlich des Baches Paudèze, im äussersten Westen des Lavaux.
Die Fläche des nur gerade 0,5 km² grossen Gemeindegebiets umfasst einen kleinen Abschnitt am Nordufer des Genfersees. Der Gemeindeboden erstreckt sich vom Seeufer nordwärts den Hang hinauf bis unterhalb des Bahnhofs von La Conversion (Lutry). Im Westen bildet die Paudèze, im Nordwesten ihr linker Seitenbach Le Flonzel die Grenze. Der höchste Punkt von Paudex wird mit 513 m ü. M. auf einem kleinen Hügel südlich des Bahnhofs La Conversion erreicht. Von der Gemeindefläche entfielen 1997 82 % auf Siedlungen, 6 % auf Wald und Gehölze und 12 % auf Landwirtschaft.
Zu Paudex gehört die Siedlung Bochat auf 450 m ü. M. oberhalb des Dorfes. Nachbargemeinden von Paudex sind Pully, Belmont-sur-Lausanne und Lutry.

## Bevölkerung
Mit 1536 Einwohnern (Stand 31. Dezember 2023) gehört Paudex zu den mittelgrossen Gemeinden des Kantons Waadt. Von den Bewohnern sind 83,7 % französischsprachig, 4,6 % deutschsprachig und 3,2 % italienischsprachig (Stand 2000). Die Bevölkerungszahl von Paudex belief sich 1870 auf 216 Einwohner, 1900 auf 324 Einwohner. Seit 1950 (453 Einwohner) wurde eine rasante Bevölkerungszunahme mit einer Verdreifachung der Einwohnerzahl innerhalb von 50 Jahren beobachtet. Das Siedlungsgebiet von Paudex ist heute lückenlos mit denjenigen von Pully und Lutry zusammengewachsen.

## Wirtschaft
Paudex war bis in die erste Hälfte des 20. Jahrhunderts ein vorwiegend durch die Landwirtschaft geprägtes Dorf. Damals wurde am Hang oberhalb des Dorfes Weinbau betrieben. Heute gibt es nur noch ein Rebbaugebiet von 0,6 ha, und der Ackerbau besitzt kaum mehr Bedeutung in der Erwerbsstruktur der Bevölkerung.
Im Tal der Paudèze wurden im 17. Jahrhundert Kohlevorkommen entdeckt. Die Stein- und Braunkohle wurde besonders in der Zeit zwischen 1771 und 1796, in der zweiten Hälfte des 19. Jahrhunderts und während der beiden Weltkriege abgebaut. Im 18. Jahrhundert bestand in Paudex eine Glashütte. Die Arbeitsplätze konzentrieren sich heute auf die kleineren und mittleren Unternehmen (unter anderem die Nestlé Nespresso SA und die Uhrenmanufaktur Blancpain) und den Dienstleistungssektor. In Paudex befindet sich das Centre Patronal.
In den letzten Jahrzehnten hat sich das Dorf dank seiner attraktiven Lage zu einer Wohngemeinde entwickelt. Viele Erwerbstätige sind auch Wegpendler, die vor allem in der Stadt Lausanne und in den umliegenden Gemeinden arbeiten.

## Verkehr
Die Gemeinde ist verkehrstechnisch gut erschlossen. Sie liegt an der Hauptstrasse 9, die von Lausanne entlang dem Seeufer via Vevey und Montreux ins Wallis führt. Der Autobahnanschluss Belmont an der 1974 eröffneten A9 (Lausanne-Sion) befindet sich rund 2 km vom Ort entfernt. Durch die Linie 9 des Trolleybus Lausanne der Transports publics de la région Lausannoise, die von Prilly via Lausanne nach Lutry verkehrt, ist Paudex an das Netz des öffentlichen Verkehrs angebunden. Die Eisenbahnlinie von Lausanne ins Wallis quert zwar das Gemeindegebiet, besitzt aber keine Haltestelle in Paudex.

## Geschichte
Die erste urkundliche Erwähnung des Ortes erfolgte 1220 unter dem Namen Paudais. Später folgten die Bezeichnungen Poudans, Poudais, Poudaix und Poudays. Im Mittelalter gehörte Paudex dem Bischof von Lausanne, war aber administrativ von Lutry abhängig. Mit der Eroberung der Waadt durch Bern im Jahr 1536 kam das Dorf unter die Verwaltung der Landvogtei Lausanne. Es gehörte zunächst zu Pully und wurde erst 1721 selbständige Gemeinde. Nach dem Zusammenbruch des Ancien Régime gehörte Paudex von 1798 bis 1803 während der Helvetik zum Kanton Léman, der anschliessend mit der Inkraftsetzung der Mediationsverfassung im Kanton Waadt aufging. 1798 wurde es dem Bezirk Lausanne zugeteilt.

## Sehenswürdigkeiten
Der heutige Bau des Schlosses Bochat, ein befestigtes, mit zwei Türmen ausgestattetes Herrenhaus, das einst inmitten der Weinberge stand, wurde im frühen 16. Jahrhundert errichtet. Das Schloss erfuhr 1931 grössere Umgestaltungen. Paudex besitzt keine eigene Kirche, es gehört zur Pfarrei Pully. Im Jahr 1988 wurde eine ökumenische Kapelle eingeweiht. Bei Paudex befindet sich das 1860 erbaute Bogenviadukt der Eisenbahnlinie Lausanne – Villeneuve über das Tal der Paudèze.